# Eol
Éol (starogrško starogrško Αἴολος: Aíolos, Aeolus) je bil v grški mitologiji bog vetrov. Bil je sin Pozejdona in Arne.
Vetrove je nadziral s pomočjo vinskih mehov, ki jih je odpiral in zapiral v votlinah otoka Eolija.
Imel je 12 otrok (po šest sinov in hčera), ki so bili vetrovi.
Eol je pomagal Odiseju med njegovo potjo domov, tako da mu je podaril meh z vsemi škodljivimi vetrovi in mu naklonil le nežni zefir, ki je gnal njegovo ladjo proti domu.